# 波蘭選王制

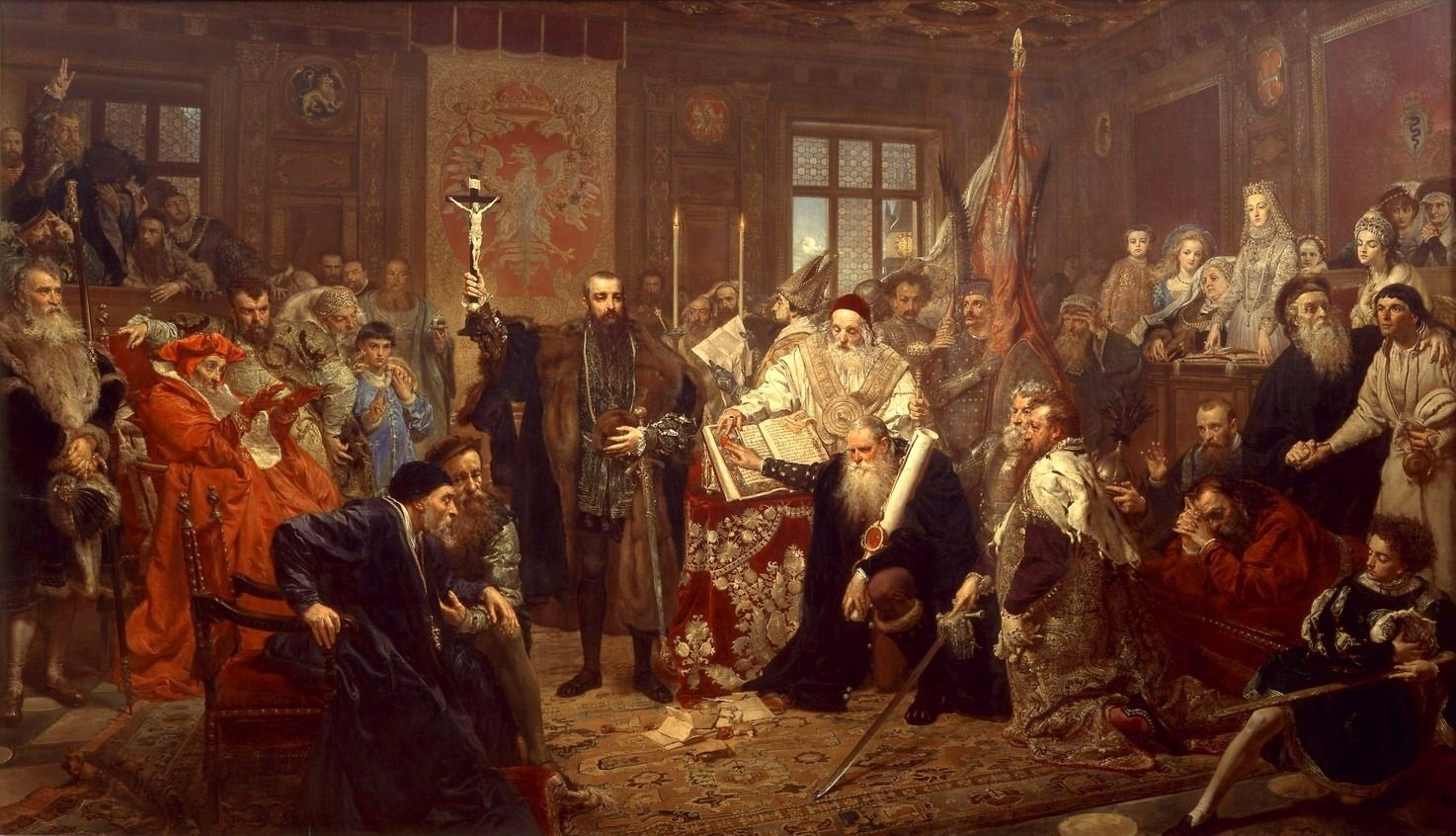
《1569年卢布林联合》，扬·马特耶科，绘于1869年，帆布油画，298×512cm，华沙国家博物馆

波蘭選王制或自由選舉制（波蘭語：wolna elekcja，意为“對國王的自由选舉權”） 是一個波蘭立陶宛專用的特殊政體，它同時吸取了貴族共和制和選舉君主制的優點和缺點，既能讓所有選民都擁有「一票否決權」，又能以徹底的權威來禁止世襲制度，這兩者特結合而被認為是現代民主共和制的先驅之一。

## 概述
在這個制度之下，波蘭國王無法按照其個人意願傳位給他人，下一屆國王只得由眾議院（sejm） 選出，其權力也受制于這些眾議院貴族。參議院權力比眾議院小，而國王權力又比參議院小。波蘭國王也不一定是本國人，因為只是一個象徵，所以眾議院貴族們經常選擇一位外國王子來擔任，這樣既能夠和王子的出生國形成聯盟關係，也不會破壞波蘭和波蘭立陶宛內部的權力平衡。
波蘭王國和立陶宛大公國的大小貴族們以全民動員的方式前往選舉場地，在代表各省的眾議員見證下，按省份投票；再由眾議員將選票帶至參議院，由參議院議長宣布結果，而參議院對國王的任命則需要主教長行之。
波蘭選王制的首次執行為雅蓋隆王朝末代國王齐格蒙特·奥古斯特（無嗣）逝世後一年，也就是1573年。一開始只是貴族共和制的延續，直到瓦薩王朝統治時期，原本的民主選舉演變為世襲選舉，並且進一步開放讓外國人擔任波蘭國王，由此波蘭選王制正式確立，直到200年後的1795年波蘭-立陶宛被瓜分滅亡後才退出歷史舞台。

## 歷史
根據文獻記載，波蘭的首次王位選舉發生於1386年，當時獲選的波蘭王國統治者為瓦迪斯瓦夫・雅蓋沃，當時的選王制度只是依照簡單的“貴族民主制”來決定，因為國王是立陶宛人而非波蘭人，為了讓本地波蘭貴族更加聽命於外國國王，立陶宛大公以“兩國合併、擴大波蘭貴族權力”為誘餌，促成了選王制的雛形。
1506年，波蘭的國王為齊格蒙特一世，他也不是純正的波蘭人而是西里西亞人，這個國王同時擁有捷克、德國、波蘭三國混血，齊格蒙特一世為了進一步穩固自己的位置分別於1530年、1538年頒布兩道詔令：規定貴族民主選舉成為波蘭國家的慣例（拉丁文：electio viritim），這讓貴族們無論其地位大小，都可以參與選舉（拉丁文：unusquisque qui vellet）。波蘭-立陶宛的選舉制度遂被歐洲人稱為“自由選舉制”，因為波蘭貴族與日劇增的巨大權力，讓當時其它歐洲國家的貴族們羨慕不已。
1572年7月7日齊格蒙特・奧古斯特逝世，為雅蓋隆王朝劃下句點，開啟波蘭立陶宛聯邦的歷史新時期，這一段時期被稱為“王位空窗期”，波蘭貴族由於在之前的兩個國王任內都被加強了權力，由此誕生了“不需要國王就能正常運作”的政治體制，不過，波蘭國王作為和其它國家友好的象征依然得以保留，這形成一種現象：波蘭貴族們以高價販售自己國家國王的位置，而歐洲各個大國（英、法、奧地利、西班牙、瑞典、俄羅斯）也為了拉攏實力不俗的波蘭作為自己的盟友，而積極派自己人競選波蘭國王。

## 特点
波兰选王制只存在于波兰和波兰立陶宛。它规定波兰立陶宛两国联邦的政治教条是：「本国是一个国王之下的共和国」。

### 在其法律上的定義
司法官扬·扎莫厄斯基以这句话总结了上述教条：“国王当政但不统治”（"Rex regnat et non gubernat"）。联邦有一个议会，称作瑟姆议会，相当于众议院，他们能够民主选举国王。国王在他的统治时期內不得不在对亨利国王条款和女修道院条约的谈判中详述他会如何尊重公民的权利。
君王的权力很有限，他的权力被人数众多的贵族阶级的权力替代。每一位新国王不得不赞成波兰政体的基础——亨利国王条款（其中甚至还有近乎前所未有的对波蘭宗教寬容的保证）。随着时间的流逝，亨利国王条款与女修道院条约逐渐合二为一，国王选举制支持这些详尽的协议。在这一点上，国王事实上是贵族阶级的伙伴，并经常被参议员监督。

### 後人為其總結的特點
简单来说，“波兰选王制”包括以下几个特点：
- 自由选举权：所有贵族根据其愿望参加。
- 众议院贵族：每两年由国王命令召开的国会。
- 女修道院条约（拉丁语pacta conventa）：由国王选举制“支持的协议”，包括权力清单，约束国王的条约，起源于更早的亨利国王条款。
- 起义（拉丁语rokosz：音譯洛克施），施拉赤塔的权力，可以对侵犯他们自由的国王发动叛乱。
- 自由否决权（拉丁语liberum veto）：私人土地公使的权力，可以在瑟姆开庭时反对由较多人发动支持的决定；动用“自由否决”可以令在开庭时宣布通过的所有法规无效；在17世纪后半期的动荡后，波兰贵族也可以在地方瑟姆中动用自由否决权。
- 结盟（波兰语：konfederacja）（来自于拉丁语：confederatio）：为通过常见政治目标组织军队的权力。

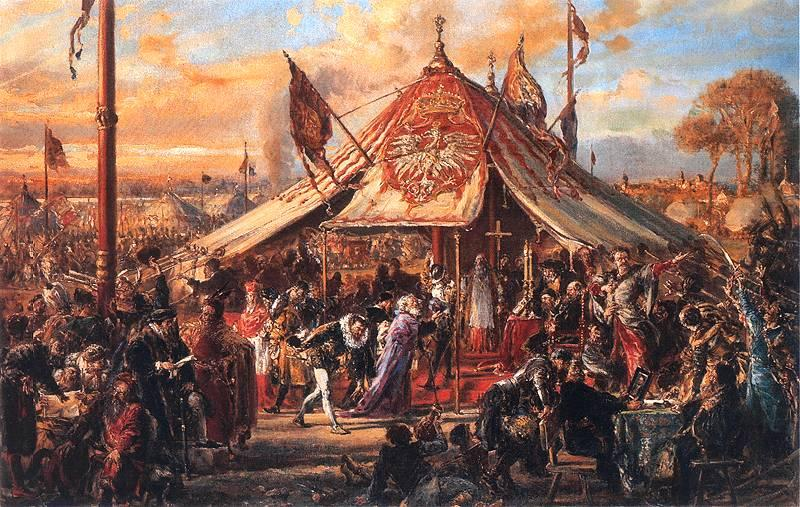
《共和的巅峰》。贵族民主制。1573年的国王选举，扬·马特耶科绘

联邦的三个主体部分（见下文）都拥有一定程度的自治权。每个省都有自己的、行使强大政治权力的瑟姆（地方議會），这些权力包括挑选由派往国家瑟姆的波瑟夫（下院议员），而且地方瑟姆可指定派去的波瑟夫遵循特定的命令投票。立陶宛大公国军队、财政和其他大部分政府部门独立于波兰。

### 對波蘭及對後世的影響
波蘭選王制作为波兰立陶宛联邦存在的一個政治基础，能夠讓貴族們不分地位的高低，以平等、全數的模式參加選舉，還能按照貴族的自由意志去公平地選出下一任國王。這個制度在它所处的文藝復興时代里非常特别，因為其傳承古希臘的民主精神，而當時的歐洲人則極力推崇古希臘羅馬的一切，這讓波蘭-立陶宛被歐洲人稱作“最高貴共和國”。它的建立源于众议院贵族在阶级冲突中，对其他社会阶级与君主制政体的胜利。最后，众议院贵族积累了让任何君王都没法解除其特权的特权。
波兰选王制為民主制度開创了一個先例，也讓波蘭的整體成為當时歐洲中最独一无二的，在文藝復興發源地——意大利的城邦中也能够找到与其类似的政治制度，例如威尼斯共和国，這兩個共和國的最高國家領袖均由選舉而產生，只不過威尼斯的是總督、波蘭的是國王 （有趣的是这两个国家都被称为“最尊贵共和国”。）当大多数的欧洲国家都在集权的絕對君主制、分權的封建君主制-選舉君主制、獨裁的開明專制、民主的君主立憲制—共和制這四者之間徘徊，在其它歐洲國家为了宗教、王室、封建領主而战的同时，联邦却大胆地把以上四大制度進行融合，並且嘗試把宗教宽容、和平主义也加入。因为瑟姆经常否决君王发动战争的计划，这导致贵族们对民主和平论的辩论。

## 与其他制度的比较

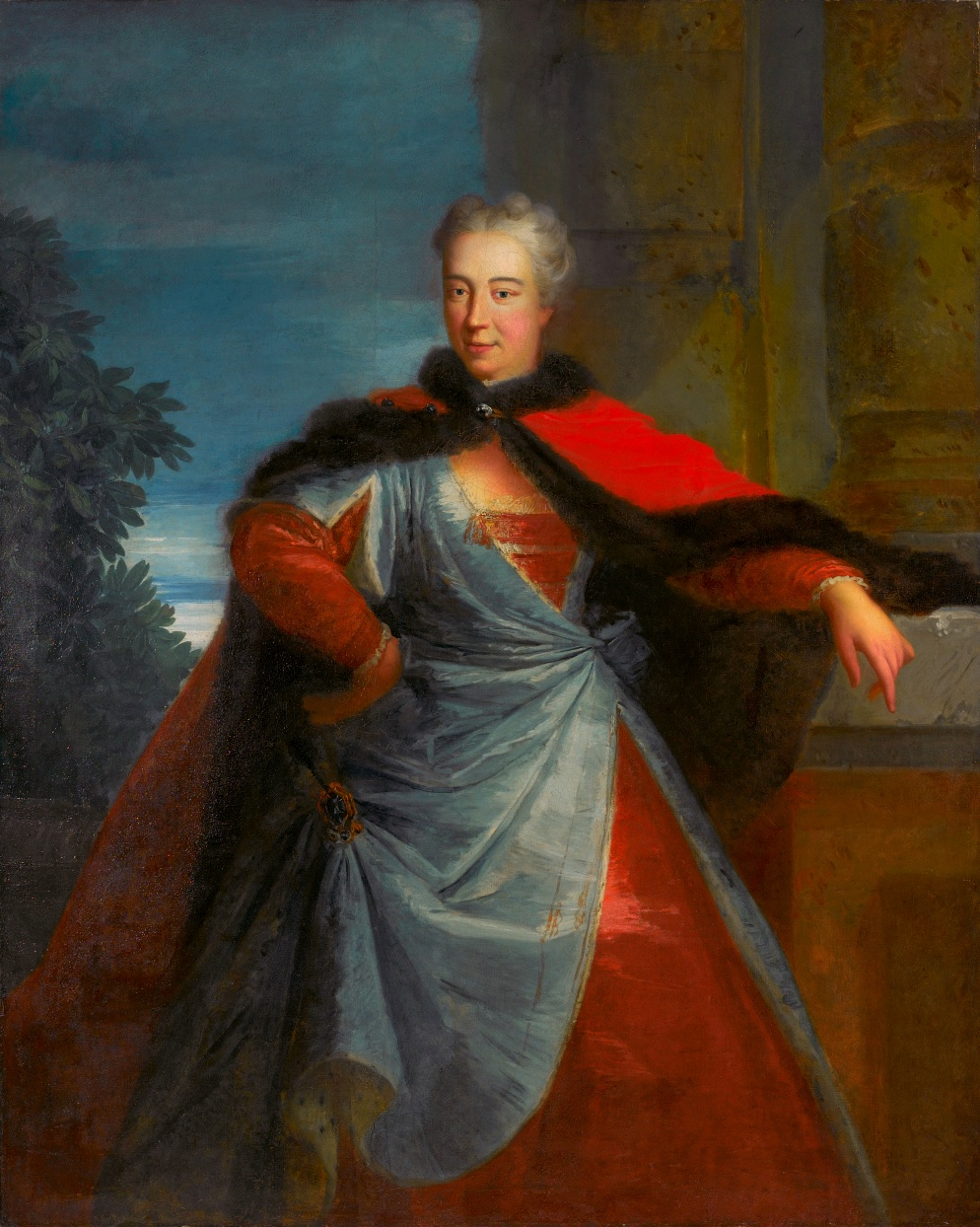
具有影响的政治家艾尔兹别塔·谢尼亚芙斯卡，在萨尔马提亚主义上扮演了一个重要角色，并着男装蒂里亚

波兰立陶宛的政体非常特殊，很难用歐洲歷史的标准进行分类，因此早在古代，波蘭語就創造出「波兰选王制」一詞，來形容這個獨特的制度。如果和其它歐洲政體進行比較，波蘭選王制可以说是以下几种的混合物：
- 贵族民主制：因为所有瑟姆（波兰议会）中的施拉赤塔（波兰贵族）能在立法、外交、宣战、和税收上否决国王，所以貴族權力大於國王權力，這個國家實際是由貴族所控制的。而且，這些貴族無論其地位高低，均人人平等、一人只有一票，在波蘭立陶宛中整整有10%的人口可以擁有獨立的政治权力[11]，这与任何当时其它欧洲国家相比都是十分先进的[12]，這是現代民主制的先驅；在1831年法国只有1%的人有投票权，而在1867年的英国也只有3%的人有投票权，波蘭-立陶宛的民主制度在16-18世紀的歐洲為最領先。

- 选举君主制：因为君主必須由施拉赤塔的“选举”才能得出，君主不得由父母直接傳位給子女，這種選舉君主的方式，在歐洲僅有波兰立陶宛和神圣罗马帝国兩國採用。在有投票权的几人中公開透明投票，並且接受事後驗證；在计算完票数之後，结果遵从简单多数制，得票最高的直接当选。

- 君主立宪制：因为君主受限于女修道院条约和其它法律，法律明確規定“法大於王”，而且波兰贵族施拉赤塔也只能依法违抗国王下達命令，並不存在著“國王只是貴族傀儡、貴族還能凌駕於法律”的現象。但是，和英国的君主立宪制不同的是：英国国王是这个国家的代表和凝聚力的象征，雖然沒有實際權力，在國民心中依然有崇高的地位；而波兰选王制中的波兰国王只是国家的门面，没有其它含义、更不用代表整個波蘭民族。英国国王必须遵从英国传统习俗進行加冕，也必須切割和皇室發源地的關係，例如现在的英国皇室汉诺威王朝其實来自德国的萨克森–科堡公爵，但在第一次世界大戰時为了切割和德国的关系，故意改名为純英国式的名称——温莎王朝並且沿用到現在；而波兰国王则可以由任何其他外国人担任，這些外國國王出生於體面的歐洲名門望族，而且權力受到法律和貴族的雙重製約，所以不需要为国家负责，波蘭人民也不用愛戴國王。

- 寡头政治[13]：只有波兰贵族施拉赤塔拥有政治权並且實行壟斷，其餘宗教人士、國王、商人均無法握有實權，而且这些貴族权力可以「世袭」，形成“少數幾個家族永久霸佔政治話語權的现象”，又和“寡頭”的概念相符合。

- 联邦制和邦联制：波兰它的統治地区實行广泛的自治权，只有波蘭自己和立陶宛的“皇室領地”歸屬中央政府管轄；然而，波兰立陶宛很难被准确的定義为“邦联”或“联邦”，因為：波兰与立陶宛联两国之间的关系，類似标准的「联邦」，它们不可能被解体，波兰王國和立陶宛大公國的同君連合是這個國家存在的基础，雖然由波蘭作為主導的一方，但是立陶宛也享有一等公民的待遇；但是，波兰和乌克兰、普魯士、拉脫維亞的關係，立陶宛和白俄罗斯的关系，又像是「邦联」，這些地區都有自己的獨立“區域最高領袖”，但它們必須作為波蘭的附庸國-加盟國而被收容在波蘭-立陶宛之內，這些地區領袖也只能稱為“公爵、盟主”而不能“稱王”，像乌克兰和普魯士就经常脱离或重新加入波兰立陶宛。